# Alice Hoschedé
Alice Hoschedé Monet, nata Alice Raingo (Parigi, 19 febbraio 1844 – Giverny, 19 maggio 1911), è stata la seconda moglie di Claude Monet.

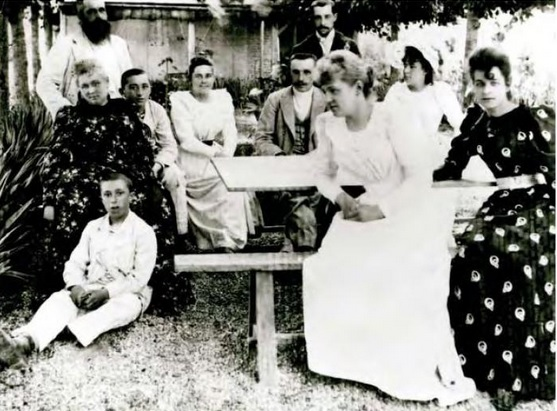
Le famiglie Monet ed Hoschedé (circa 1880) da sinistra: Claude Monet, Alice Hoschedé, Jean-Pierre Hoschedé, Jacques Hoschedé, Blanche Hoschedé, Jean Monet, Michel Monet, Martha Hoschedé, Germaine Hoschedé, Suzanne Hoschedé

Ragazza con l'ombrello, girata verso destra. La modella è Suzanne Hoschedé, figlia di Alice Hoschedé (1886).

Il 16 aprile 1863 sposò Ernest Hoschedé, collezionista ed amico di Claude Monet.
Dopo la morte del marito, sposerà in seconde nozze, Claude Monet, il 16 luglio 1892, dopo esserne stata l'amante già da parecchi anni.
Di lei si conoscono ritratti dipinti da Carolus Duran e da Claude Monet. Diversi dei figli che aveva avuto dal primo marito, compaiono nelle tele di Monet o di Édouard Manet.

## Biografia
Era nata a Parigi il 19 febbraio 1844 da Denis Lucien Alphonse Raingo e Jeanne Coralie Boulade. Dal primo marito Ernest Hoschedé, ebbe sei figli due maschi e quattro femmine: Jacques, Blanche (che sposerà Jean, il figlio di Claude Monet), Germaine, Suzanne, Marthe e Jean-Pierre. È possibile che Jean-Pierre fosse in realtà figlio di Monet. La più nota è Blanche Hoschedé, dipinta da Claude Monet parecchie volte,  come la sorella Suzanne.
Nel 1876, Ernest Hoschedé incarica Monet di dipingere dei pannelli per il suo castello di Rottembourg, a Montgeron, vicino a Parigi. Ma l'anno dopo fallisce. Nel'estate del 1878, Alice ed i figli vanno ad abitare in una casa a Vétheuil, con Claude Monet, la prima moglie del pittore, Camille-Léonie Doncieux, ed i due figli della coppia, Jean e Michel. Ernest Hoschedé  passerà la maggior parte del tempo a Parigi.
Il rapporto sentimentale tra Claude Monet ed Alice Hoschedé comincia nel 1875, o secondo altre fonti, nell'estate del 1876. Dopo la morte di Camille-Léonie Doncieux avvenuta nel 1879 (che Alice cura durante la sua malattia dopo la nascita del secondo figlio), Monet e Alice (con tutti i loro otto figli) continuano a vivere insieme, prima a Poissy dove si erano trasferiti nel 1881), poi à Giverny, a partire dal 1883.
Ernest Hoschedé muore nel 1891, e Alice sposa Monet il 16 luglio 1892.
Morirà di leucemia a Giverny, nell'Eure, il 19 maggio 1911 · .

## Modella di Claude Monet e di Carolus Duran

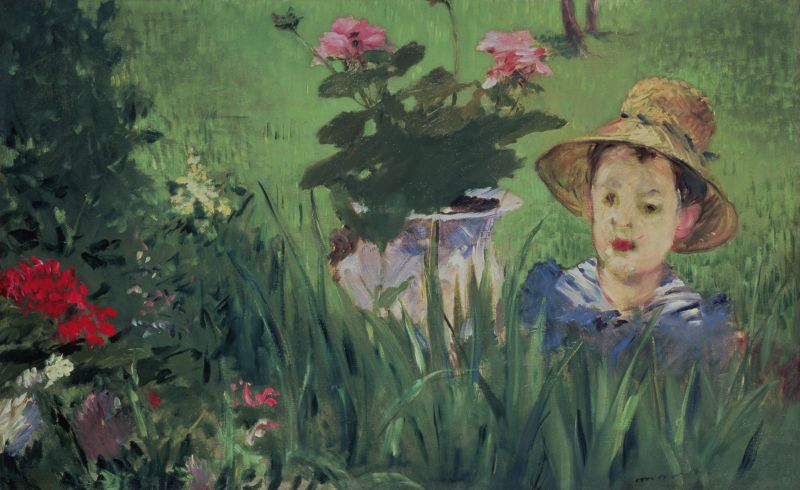
Édouard Manet, Ragazzo tra i fiori, ritratto di Jacques Hoschedé (1876).

Alice Hoschedé posò per il marito, Claude Monet; è noto, in particolare, il quadro dal titolo Alice Hoschedé in giardino. Il pittore Carolus Duran l'ha pure ritratta.